# Videogiochi di ruolo di Mario
Questa voce raccoglie i videogiochi di ruolo del franchise di Mario.

## Super Mario RPG

Logo di Super Mario RPG

Il gioco uscì per Super Nintendo Entertainment System nel 1996. Bowser rapisce la principessa Peach, e Mario accorre al castello per salvarla. Dopo la sconfitta di Bowser una spada cade dal cielo facendo saltare in aria Bowser, Mario e la principessa Peach in direzioni differenti. I personaggi giocabili sono cinque, Mario, Mallow, Geno, Bowser e Peach. Durante il Nintendo Direct di giugno 2023 è stato annunciato il remake per Nintendo Switch, uscito lo stesso anno.

## SeriePaper Mario

### Paper Mario
Il gioco uscì su Nintendo 64 nel 2000. Mario riceve una lettera da parte della principessa Peach, nella quale invitava l'idraulico baffuto ad una festa al suo castello. L'arrivo di Mario viene subito interrotto da Bowser che, senza troppi sforzi, sconfigge Mario grazie allo scettro stella; un oggetto magico in grado di esaudire ogni desiderio. Mario viene scaraventato via dal castello, e dovrà raggiungere il castello per poter salvare l'amata Peach. Si avrà un solo personaggio giocabile: Mario, ma nel corso della storia si sbloccheranno nuovi compagni che sono 8: Goombario, Kooper, Bombette, Parakarry, Lady Boo, Watt, Sushie e Lakilester.

### Paper Mario: Il portale millenario
Il gioco uscì su Nintendo Gamecube nel 2004. Narra dell'avventura compiuta dall'idraulico Mario, in seguito all'ingaggio inaspettato seguente la scomparsa della principessa Peach. Con l'utilizzo della Mappa Stellare, Mario dovrà cercare le Gemme Stella e la principessa Peach.

### Super Paper Mario
Il gioco uscì per Wii nel 2007. Il gioco si apre con il matrimonio tra Bowser e la Principessa Peach, allestito dal Conte Cenere per generare il Cuore Oscuro. formato dall'unione di cose impossibili da unire naturalmente. Luigi accorre per fermare le nozze, ma finisce per potenziare il Cuore Oscuro. Peach, dopo una forzatura della promessa di unione eterna, accetta di sposare il re dei Koopa. Il Conte Cenere così, si leva in cielo e dà inizio alla distruzione dei Mondi.

### Paper Mario: Sticker Star
Il gioco uscì per Nintendo 3DS nel 2012. Bowser manda in frantumi la Sticker Comet, una stella in grado di realizzare qualsiasi desiderio, e diventa molto potente. Con i nuovi poteri rapisce la Principessa Peach, e a Mario toccherà la raccolta dei frammenti della Sticker Comet per diventare sufficientemente potente per sconfiggerlo.

### Paper Mario: Color Splash
Il gioco usci per Wii U il 7 ottobre 2016.Il gioco ha inizio durante una notte buia e tempestosa con la Principessa Peach e Toad che, abbastanza preoccupati, si recano a casa di Mario per consegnagli una strana lettera arrivata dall’Isola Prisma, un isolotto lontano dal Regno dei Funghi. Il nostro eroe, abbastanza perplesso, si trova una volta apertala, un povero Toad completamente privo di colori e così decide di partire con i suoi amici per l’Isola Prisma per scoprire che cosa sta succedendo. Tuttavia al loro arrivo, i nostri se la ritrovano deserta e piena di nemici che ne stanno rubando i colori. Sospettando che ci sia lo zampino di Bowser, Mario parte quindi per rimettere le cose a posto.

### Paper Mario: The Origami King
Il gioco usci per Nintendo Switch il 17 luglio 2020. Mario riceve una lettera dalla Principessa Peach, che lo invita alla festa degli origami. Una volta arrivato a destinazione, tuttavia, scopre che la principessa è stata trasformata in un origami da Re Olly, che minaccia di trasformare ogni cosa in origami.

## SerieMario & Luigi

### Mario & Luigi: Superstar Saga
Il gioco, uscito per Game Boy Advance nel 2003, narra della scomparsa della voce della Principessa Peach, causata dalla Strega Ghignarda. Toad avverte Mario e Luigi, che si alleano con Bowser per recuperare la voce di Peach.

### Mario & Luigi: Fratelli nel tempo
Il professor Strambic costruisce una macchina del tempo. Subito, la Principessa Peach decide di provarla per un viaggio nel passato del Regno dei Funghi. Con suo grande stupore, scopre che nel passato il suo castello è invaso da alieni (gli Shroob) che la rapiscono. Così Mario e Luigi, incontrando loro stessi da bambini, partono per salvarla. Il gioco uscì nel 2006 per Nintendo DS, con quattro personaggi giocabili, Mario, Luigi, Baby Mario e Baby Luigi. Questo capitolo della serie venne così acclamato dalla critica da essere considerato anche oggi il migliore "Mario & Luigi" di sempre.

### Mario & Luigi: Viaggio al centro di Bowser
Il gioco uscì su Nintendo DS nel 2009. Dopo una serie di strani avvenimenti, Mario & Luigi entrano nel corpo di Bowser per sconfiggere Sogghigno. In questo capitolo debutta Dorastella, nuova spalla di Mario e Luigi e da qui in poi personaggio ricorrente anche nei giochi successivi.

### Mario & Luigi: Dream Team Bros
Il gioco uscì per Nintendo 3DS nel 2013. Mario e Luigi vengono accolti nell'isola Guanciale. Peach, ingaggia gli altri in un'indagine sul palco di una sala proiezioni, e improvvisamente vengono spediti in una zona nascosta. In seguito trovarono il tesoro, trattasi di un oggetto simile a un cuscino, e Luigi decide di sfruttarlo per dormire. Un portale per il mondo onirico si apre proprio accanto a Luigi, e la Principessa Peach viene rapita da un'entità misteriosa all'interno del sogno. Mario, così, entra nel mondo onirico per recuperarla.

### Mario & Luigi: Paper Jam Bros
Il gioco uscì per Nintendo 3DS nel 2015. Luigi apre accidentalmente un misterioso libro nel castello di Peach, e i personaggi del libro, provenienti dal mondo di Paper Mario (Paper Peach, Paper Mario e tutti gli abitanti e i mostri di carta) giungono nel mondo reale. Così, in questo crossover tra la saga di "Paper Mario" e quella di "Mario e Luigi", Mario, Luigi e Paper Mario devono unire le forze contro Bowser e Paper Bowser, che hanno anch'essi separato le divergenze per allearsi e hanno intenzione, come di consueto, di rapire entrambe le Principesse Peach.

### Mario & Luigi: Fraternauti alla carica
Il sesto titolo della serie di Mario & Luigi è in uscita il 7 novembre 2024 su Nintendo Switch. Il gioco è ambientato nel mondo di Elettria, un continente unito e raccolto attorno all'imponente "Centralbero". A causa di una misteriosa calamità l'isola viene suddivisa in tante isolette. Mario e Luigi devono ricollegare tra loro le isole e scoprire cosa ha causato la frammentazione per riportare tutto alla normalità.